# Glycyrrhiza inflata
Glycyrrhiza inflata är en ärtväxtart som beskrevs av Alexander Feodorowicz Batalin. Glycyrrhiza inflata ingår i släktet Glycyrrhiza och familjen ärtväxter. Inga underarter finns listade i Catalogue of Life.